# سیارک ۱۱۴۱۴
سیارک ۱۱۴۱۴ (به انگلیسی: 11414 Allanchu، نامگذاری:1999JU26) یازده هزار و چهارصد و چهاردهمین سیارک کشف شده‌است که در ۱۰ مه ۱۹۹۹ کشف شد.
قدر مطلق سیارک برابر ۱۱.۷ است.